# Lagos de Sopranes

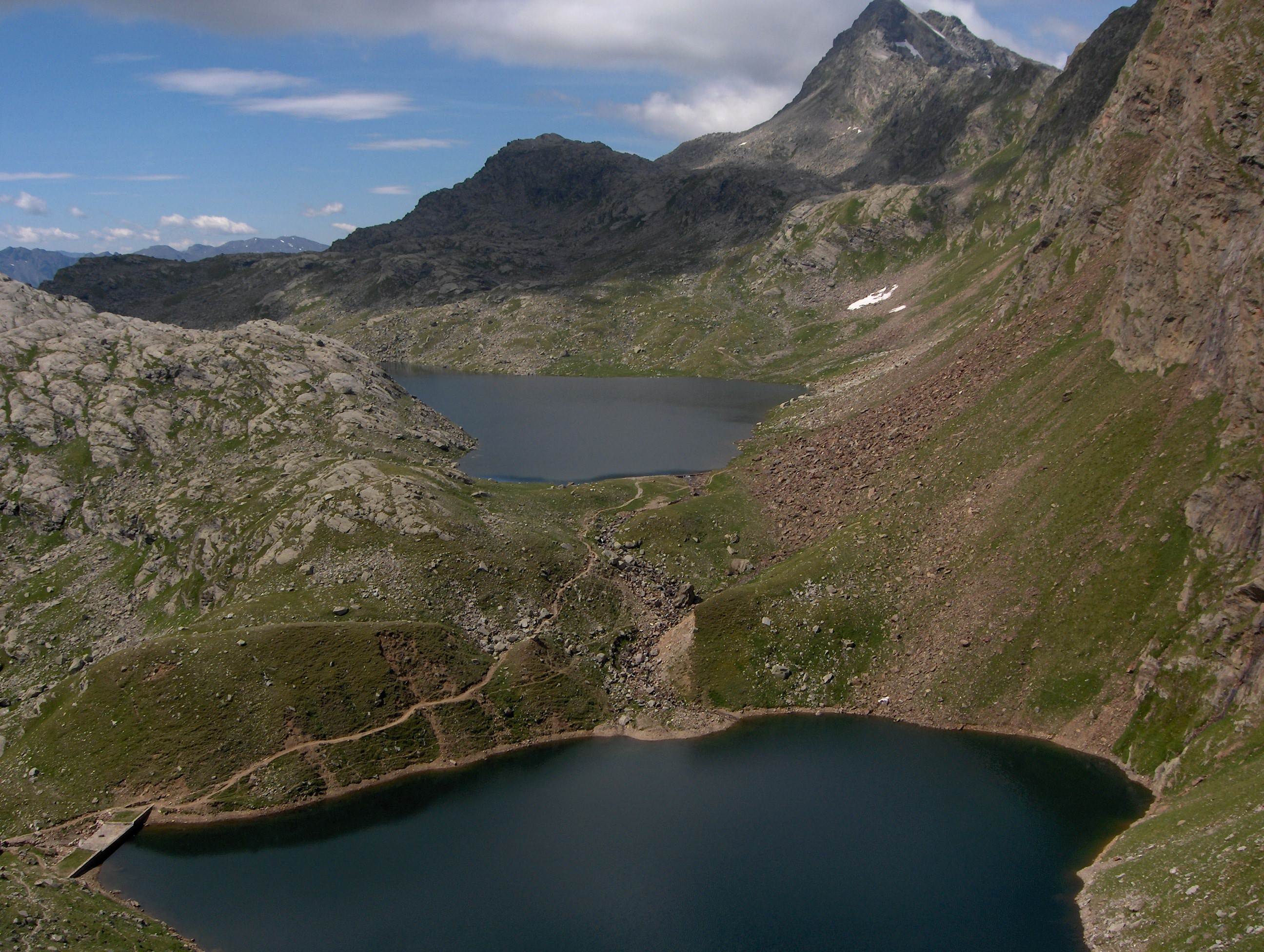
Lago Verde y Lago Largo

Los Lagos de Sopranes (Alemán:  Spronser Seenplatte; Italiano: Laghi di Sopranes) son el mayor grupo de lagos de los Alpes altos de Tirol del Sur.

## Ubicación
En el este del Parco Naturale Gruppo di Tessa.